# Valérie de Gasparin
Gravin Valérie de Gasparin, geboren als Valérie Boissier, (Genève, 13 september 1813 - Pregny-Chambésy, 16 juni 1894) was een Zwitserse schrijfster.

## Biografie

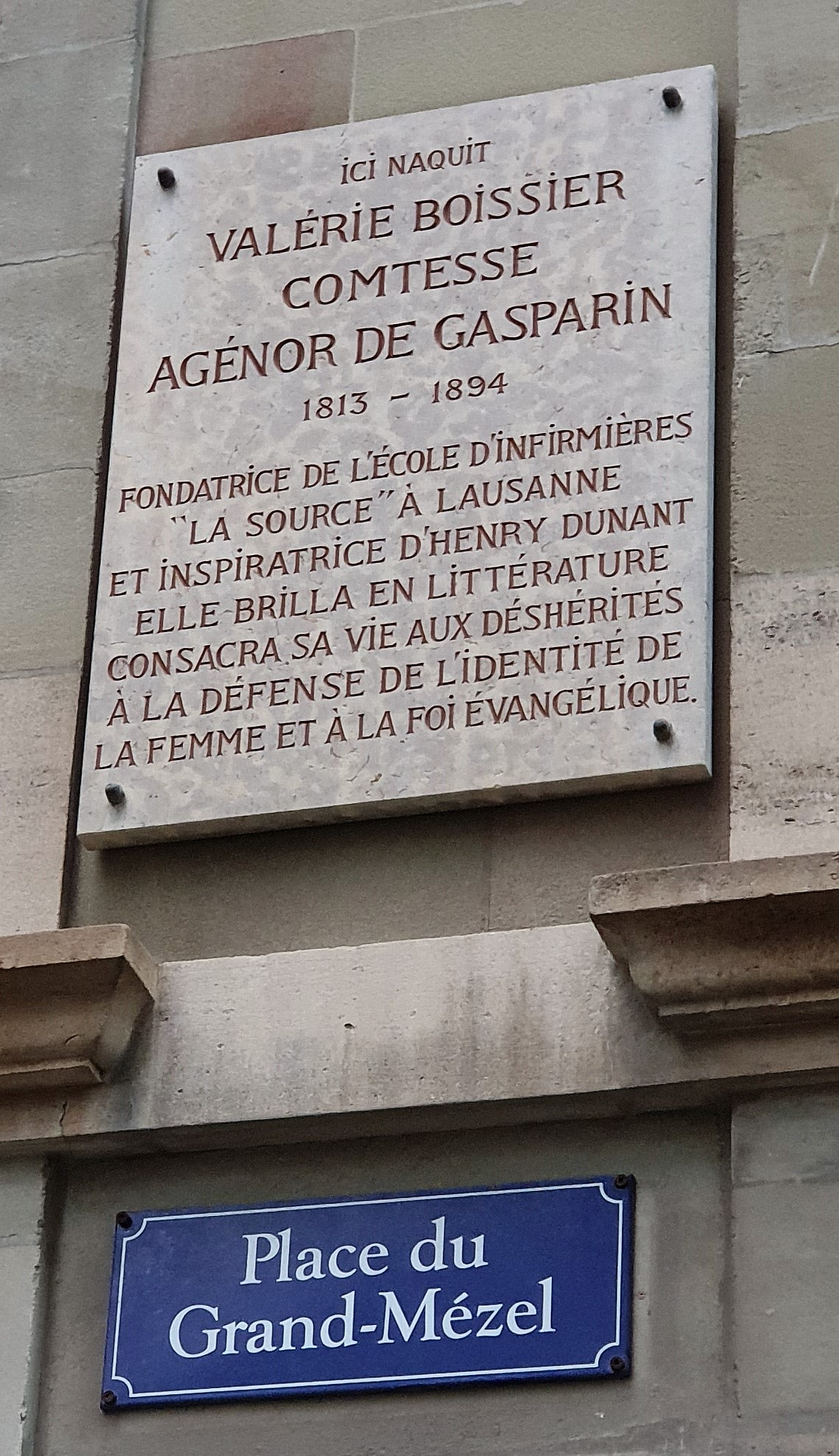
Herdenkingsplaat aan de gevel van haar geboortehuis in Genève.

Valérie de Gasparin werd geboren als dochter van Auguste-Jacques Boissier, een landeigenaar, en van Carole Butini, de dochter van een arts. Ze was de zus van Edmond Boissier. In 1837 huwde ze graaf Agénor de Gasparin. Ze stond in voor de opvoeding van haar nichtje, Caroline Barbey-Boissier, die later een biografie over haar zou schrijven. Op professioneel vlak was haar leermeester was Louis Valette. In 1833 bracht ze het werk Nouvelles uit, gevolgd door Voyage d'une ignorante dans le midi de la France et l'Italie in 1835. Na het overlijden van haar moeder in 1836 groeide haar engagement binnen de beweging van het Réveil. Ze schreef vervolgens meer dan 80 werken, waaronder Le mariage du point de vue chrétien in 1843. Haar enige roman, Camille, werd in 1866 uitgebracht en werd in 1867 in het Engels vertaald. Ze verzette zich vanaf 1849 tegen het werk van de diaconessen, die er een meer monastieke visie op religie op nahielden. Zo bracht ze in 1855 het werk Des corporations monastiques au sein du protestantisme uit, waarin ze de nadruk legde op persoonlijke vrijheid. In die geest zou ze in 1859 samen met haar echtgenoot een seculiere verpleegstersschool oprichten in Lausanne.

## Werken
- (fr)  Nouvelles, 1833.
- (fr)  Voyage d'une ignorante dans le midi de la France et l'Italie, 1835.
- (fr)  Le mariage du point de vue chrétien, 1843.
- (fr)  Des corporations monastiques au sein du protestantisme, 1855.
- (fr)  Camille, 1866.

## Werken in Nederlandse vertaling[1]
- Avondstarre. Vertaald door Tiemen. Uitgeverij Oldenzeel, Rotterdam, 1862
- Wat de hemel belooft. Vertaald door A.W. Bronsveld. Uitgeverij Kemink en Zoon, Utrecht, 1861
- Eene geschiedenis uit het Oude Testament, of het woord Gods en het woord des menschen. Uitgeverij H. Höveker, Amsterdam, 1853
- Er zijn armen te Parijs ... en elders. Wolters, Groningen, 1850